# Kostel Narození Panny Marie (Nicov)
Poutní kostel Narození Panny Marie v osadě Nicov spadající pod město Plánice na Klatovsku byl vystavěn v letech 1717–1726 podle projektu architekta Kiliána Ignáce Dientzenhofera. Od roku 1958 je kostel, stojící v blízkosti léčivého pramene, chráněn jako kulturní památka České republiky.

## Historie
Nicov leží v katastrálním území Plánice dva kilometry východním směrem od města. Nicov býval původně vsí, zmiňován je již ve 14. století. Přibližně z této doby pochází zdejší poutní tradice,[zdroj⁠?!] podle které má voda v místní studánce má prý schopnost zázračně uzdravovat nemocné. U studánky byl vystavěn kostelík. Ten, spolu s vesnicí, padl za oběť husitským nepokojům. Kostelík byl znovu obnoven a byla do něj umístěna soška Madony s Ježíškem (Panna Marie Nicovská). Ta je od roku 1622 umístěna ve františkánském kostele ve Vídni. Za třicetileté války byl kostelík znovu poničen.
Zadavatelem kostela byl majitel plánického panství a královský místodržící hrabě Adolf Bernard z Martinic. Kostel, který roku 1730 vysvětil hrabě a biskup Jan Adam Vratislav z Mitrovic, je první samostatnou stavbou Kiliána Ignáce Dientzenhofera. Stojí na půdorysu řeckého kříže a je zaklenut českou plackou, orientován je netradičně k jihu. Vzhledem k tomu, že se nachází na podmáčených pozemcích, byl vybudován na dubových pilotech.
Panně Marii Nicovské byla zasvěcena 24. kaple Svaté cesty z Prahy do Staré Boleslavi, která byla založena v letech 1674–1690.
Márnice na přilehlém hřbitově je pravděpodobně rovněž dientzenhoferovým dílem.

## Rekonstrukce
V roce 2012 vznikl Nicovský nadační fond, jehož účelem je obnova a zachování kostela Narození Panny Marie a kostela sv. Blažeje v Plánici. V nicovském kostele pořádá benefiční koncerty, na nichž vystupovali například houslisté Václav Hudeček nebo Jaroslav Svěcený.
V rámci Programu záchrany architektonického dědictví bylo v letech 1995–2014 na opravu památky čerpáno 9 600 000 Kč.
| rok    | 2002  | 2003  | 2004  | 2005  | 2006 | 2007 | 2008 | 2009 | 2010 | 2011 | 2012 | 2013 | 2014 |
| ------ | ----- | ----- | ----- | ----- | ---- | ---- | ---- | ---- | ---- | ---- | ---- | ---- | ---- |
| částka | 1 000 | 1 200 | 1 200 | 1 300 | 485  | 700  | 600  | 500  | 425  | 630  | 420  | 540  | 600  |